# Colita

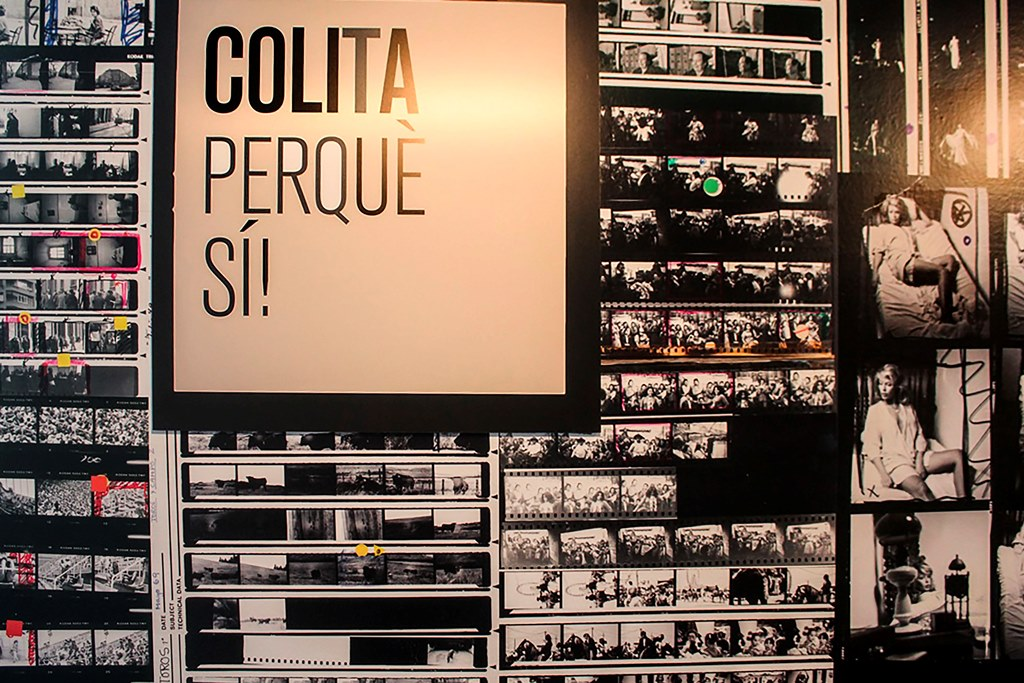
Výstava plakátů Colita Perquè Sí

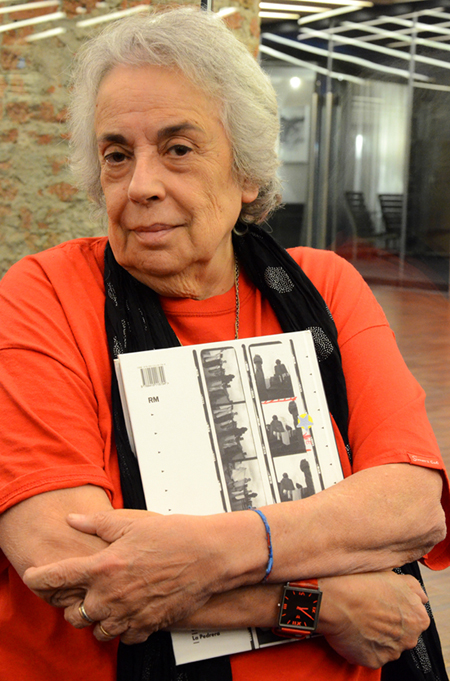
Colita, 2014

Isabel Steva i Hernández (24. srpna 1940 – 31. prosince 2023), jejíž pseudonym byl Colita, byla španělská fotografka. Studovala u fotografa Xaviera Miserachse i Ribalta a svou profesionální kariéru začala v roce 1961 jako laborantka a stylistka pro Miserachs.
Zpočátku projevovala velký zájem o taneční fotografii – téměř vždy na hudbu flamenca – a později se specializovala i na portréty a novinářskou fotografii. Měla četné výstavy s fotografiemi katalánských umělců a zpěváků od éry Nova Cançó až po současnost. Vydala celou řadu knih.

## Životopis
Colita byla jednou z nejvýznamnějších katalánských a španělských fotografek poslední čtvrtiny dvacátého století. Ve světě fotografie začínala u Xaviera Miserachse, pro kterého pracovala jako asistentka. Během těchto raných let byla následovnicí a učednicí Francesca Català Rocy a Julia Ubiñy. V letech 1963–1975 se zaměřila na vytvoření série portrétů tanečníků a zpěváků flamenca. Protože byla spojena s katalánskými kulturními hnutími té doby, byla považována za oficiální fotografku barcelonského Gauche Divine, hnutí spisovatelů, fotografů, modelek, architektů, filmových režisérů a mnoha dalších profesionálů, kteří v této oblasti začali vyčnívat ve svých příslušných oborech.
Colita vytvořila řadu projektů v letech 1967 až 1979 na Escola de Cine (Filmová škola) v Barceloně s režiséry jako Vicente Aranda a Jaime Camino, kteří patřili k filmovému hnutí zrozenému s myšlenkou vytvářet evropské, progresivní filmy v kontrastu s oficiální kinematografií frankistického režimu. Spolupracovala na propagaci Nova Cançó, vytvořila portréty zpěváků tohoto hnutí, včetně Joana Manuela Serrata.
Práce Colity v tisku byly publikovány v časopisech jako Siglo, Destino, Fotogramas, Interviú, Boccaccio, Primera Plana a Mundo Diario.
Během své kariéry Colita uspořádala více než čtyřicet výstav a vydala asi padesát knih fotografií. Stylově se blížila myšlenkám barcelonské školy, přestože byla považována za všestrannou fotografku. Její dílo je součástí sbírek Museu Nacional d'Art de Catalunya.
Colita zemřela na zánět pobřišnice dne 31. prosince 2023 ve věku 83 let.

## Vybraná díla
- Guia secreta de Barcelona (Tajný průvodce Barcelonou) (1974)
- Els cementiris de Barcelona (Barcelonské hřbitovy) (1982)
- L'eixample de Barcelona (1982) (Barcelona's Example Neighborhood) ve spolupráci s Pilar Aymerich i Puig

## Významné výstavy
- 1979: Espai 13 (Fundació Joan Miró) Růže je růže, je růže, je růže, s Xavierem Olivé
- 2014: Casa Milà, Colita perquè sí

## Ceny a ocenění
- 1998: Cena za umělecké zásluhy od Ajuntament de Barcelona [4]
- 2004: Creu de Sant Jordi (Kříž Sant Jordi) z Generalitat de Catalunya [4]
- 2013: Premio Nacional de Fotografía Piedad Isla (Národní cena fotografie Piedad Isla), udělená Diputació de Palencia [5]
- 2008: Premi FAD Sebastià Gasch d'Arts Parateatrals (cena Sebastiàna Gasche FAD za parateaterní umění)[6]
- 2009: Premi 1er. de Maig Joan Reventós a la memòria popular (Cena Joan Reventós 1. května za populární kulturu, Fundació Rafael Campalans[7]
- 2009: Premi a la comunicació no sexista ia la trajectòria periodística (ceny za nesexistickou komunikaci a novinářskou kariéru). Associació de Dones Periodistes de Catalunya (Sdružení ženských novinářek Katalánska) [7]
- 2011: Premi Internacional Terenci Moix (Mezinárodní cena Terenci Moix), premi especial del jurat (Zvláštní cena poroty)[8]
- 2012: Honoris Causa, Universitat Autònoma de Barcelona.[9]

## Sbírka Colita Collection
Její dílo z let 1962 až 2002 je uchováváno v Museu de les Arts Escèniques (Muzeum múzických umění) v Barceloně. Obsahuje 900 negativů a kontaktních archů, přibližně 32 000 fotografií z přehlídek, portrétů umělců a osobností souvisejících s divadelním uměním a souvisejících akcí. Její sbírka je evidována a katalogizována v interní databázi a není přístupná přes internet.
Část její sbírky je také konzervována v Národním archivu Katalánska. Kolekce obsahuje portréty, které Colita vytvořila během své kariéry profesionální fotografky. Je to výsledek její spolupráce s různými časopisy, úkolů zadaných samotnými subjekty nebo prostě přátelství, které s nimi sdílela.
Z velkého souboru portrétovaných osobností můžeme mimo jiné vyzdvihnout ty, které se věnují hudebníkům a zpěvákům. Některé z těchto portrétů vzešly ze speciálních úkolů. Je také důležité poukázat na fotografie pořízené převážně v 70. letech minulého století členů barcelonského hnutí „Gauche Divine“. Kromě portrétů obsahuje Colitaina sbírka také sérii novinářských fotografií zachycujících tehdejší sociální hnutí. Například sezení na Montserratu, útok na knihkupectví Enlace, sebemrzačení COPEL (španělská skupina vězňů), Katalánský národní den 11. září 1978, ceremonie a činy kolem Francovy smrti v Madridu, pohřbu prezidenta Generalitat de Catalunya Josepa Tarrardellase a různé události Socialistické strany Katalánska, které se konaly v 80. letech 20. století. 
Další část její osobní sbírky je uchována v Arxiu Fotogràfic de Barcelona (Barcelonský fotografický archiv). Tato část její sbírky zahrnuje fotografie Colity od 60. do 90. let. Obsahuje černobílé negativy, které reprezentují hudební hnutí Nova Cançó, barevné fotografie zachycující komunitní festivaly po celém Katalánsku, kulturní osobnosti a celebrity a vývoj architektury ve městě Barcelona. Jedním z vrcholů tohoto materiálu je velká část fotografické produkce Colity o světě flamenca. 
Ve Filmoteca de Catalunya (Katalánský filmový archiv) je uchována sbírka 6987 fotografií herců, studiových portrétů a z filmových natáčení, včetně snímků z natáčení Dante no es únicamente severo (Jacinto Esteva, 1968), Los Tarantos (Francesc Rovira-Beleta, 1963) a Tatuaje (Bigas Luna, 1976). Výběr z těchto snímků je k dispozici v digitálním archivu Filmoteca de Catalunya. 

## Dědictví
V lidovém referendu v Palafrugell v březnu 2010 byla Colita vybrána jako žena, která si zaslouží, aby po ní byla pojmenována ulice.

## Galerie

Divadelní soubor La Cubana
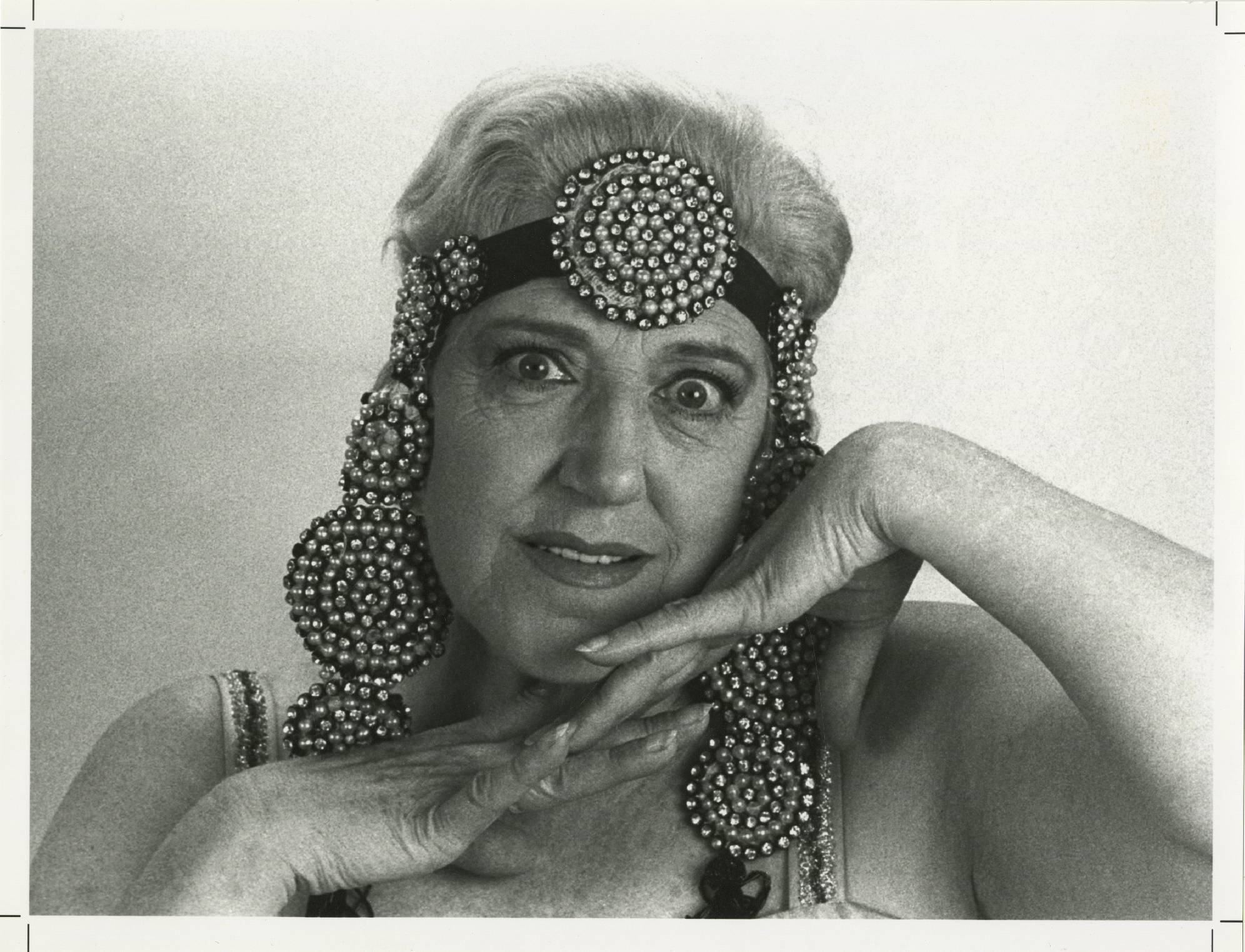
Španělská herečka Mary Santpere
Španělská herečka Paquita Ferràndiz
Španělské divadlo, Laly Soldevila, Emilio Laguna a další, 1966
Španělské duo Tip y Coll